# Tragedia karnawałowa (1823)
Tragedia karnawałowa 1823 roku, znana też jako Panika w Valletcie w 1823 roku – panika i stratowanie ludzi, które miało miejsce 11 lutego 1823 roku w klasztorze Franciszkanów w Valletcie, na Malcie. Około 110 chłopców, którzy przyszli do klasztoru, aby otrzymać chleb w ostatni dzień obchodów karnawałowych zginęło po upadku ze schodów, kiedy próbowali opuścić klasztor.

## Podłoże tragedii
W czasie, kiedy wydarzyła się tragedia, Malta doświadczyła klęski głodu. Tradycją było gromadzenie chłopców z niższych klas społecznych z Valletty i Three Cities, w wieku 8–15 lat, do udziału w procesji podczas kilku ostatnich dni maltańskiego karnawału. Po zakończeniu procesji uczestniczyli oni we mszy św., i po tym otrzymywali chleb. Działalność ta była organizowana przez księży, którzy uczyli katechizmu, miała ona głównie na celu trzymać chłopców z daleka od zamieszek i karnawałowego zamętu.
Tamtego roku zajęcia te były zorganizowane 10 lutego, kiedy dzieci uczestniczyły we mszy św. we Florianie, a następnie przeszły do klasztoru Franciszkanów (dziś znanego jako ta' Ġieżu) w Valletcie, gdzie został im rozdany chleb. Wszystko przebiegało zgodnie z planem, i to samo było zaplanowane na następny dzień.

## Katastrofa
11 lutego 1823 roku wszystko przebiegało tak samo. Chłopcy zebrali się i uczestniczyli we mszy św. we Florianie, lecz trwała ona godzinę dłużej, niż normalnie. Dziecięca procesja do klasztoru w Valletcie zbiegła się w czasie z zakończeniem obchodów karnawałowych, spotkali więc oni wiele osób wracających do domu. W związku z tym, niektórzy dorośli i dzieci z tłumu wmieszały się do procesji, w nadziei zdobycia darmowego chleba.
Chłopcy weszli do jednego z klasztornych korytarzy od strony drzwi kościelnej zakrystii, i mieli wychodzić innymi drzwiami na St. Ursula Street. Chleb miał być rozdawany przy tych ostatnich. Przeważnie drzwi zakrystii były zamknięte, by zapobiec powrotowi chłopców w celu otrzymania dodatkowej porcji chleba. Tym razem jednak zostawiono je otwarte, ponieważ przybycie chłopców było opóźnione. Z tego powodu większa liczba chłopców i mężczyzn weszła do klasztoru, czego nikt z księży nie zauważył.
Ci, którzy weszli, zaczęli naciskać na czekających w korytarzu w kolejce po chleb. Zostali oni przepchnięci do końca korytarza, w pobliże półotwartych drzwi. W tym momencie zgasła lampa, pogrążając korytarz w ciemności, a tłum wewnątrz zaczął jeszcze mocniej naciskać. Chłopcy z przodu upadli na stopnie schodów, blokując tym samym drzwi.
Osoby rozdające chleb, jak również ich pomocnicy, ruszyli na pomoc, gdy chłopcy zaczęli krzyczeć. Zdołali otworzyć drzwi, umożliwiając wielu z nich wybiegnięcie na zewnątrz, co prawdopodobnie ich uratowało. Niestety, wielu chłopców już nie żyło z powodu uduszenia lub zadeptania.
Dokładna liczba ofiar nie jest znana. Rejestry Sacra Infermeria pokazują, że 94 ciała chłopców w wieku 15-16 lat zostały przywiezione do szpitala 11 lutego, i zostały pochowane w dniu następnym. Jednakże współczesne katastrofie dokumenty, jak np. The Gentleman's Magazine and Historical Chronicle ujawniają, że "nie mniej niż 110 chłopców straciło w tym wypadku życie".

## Następstwa
Po katastrofie podjęte zostało dochodzenie pod przewodnictwem zastępcy gubernatora. Raport ze śledztwa został opublikowany kilka dni później. Stanowił on, że panika i zadeptanie były rezultatem następujących po sobie błędów i nikt nie został oskarżony o spowodowanie śmierci chłopców.

## Upamiętnienie
Na ścianie korytarza, w którym nastąpiła tragedia umieszczona została brązowa płyta upamiętniająca wydarzenie. Przedstawiona jest na niej dłoń symbolizującą rodziców dzieci; roztrzaskana maska to symbol karnawału, w którego czasie tragedia się wydarzyła, a chleb ukazuje, że dzieci z biednych rodzin zbierały chleb, aby mieć jedzenie na swoich talerzach. Kwiat to symbol męczeństwa dzieci, a franciszkanin przypomina o wysiłkach tego Zakonu na rzecz ubogich w społeczeństwie.